# ستيوارت جونز
ستيوارت جونز (بالإنجليزية: Stuart Jones)‏ (14 مارس 1984 آبريستويث المملكة المتحدة - ) هو لاعب كرة قدم بريطاني يلعب كمدافع.

## روابط خارجية
- ستيوارت جونز على موقع قاعدة بيانات كرة القدم.إي يو (الإنجليزية)
- ستيوارت جونز على موقع Soccerbase.com (لاعب) (الإنجليزية)